# Draginja Adamović
Draginja Adamović (1925. – 2000.), srpska književnica.

## Biografija
Objavila je tri knjige poezije koje su bile zastupljene u tri pjesničke antologije: "Pesnikinje Kragujevca" (1991.), "Lirski bruj Šumadije" (2004.), i "Pevači usnule prestonice" (2006., 2007.).
Pjesme i priče objavljivala je u književnim časopisima, dnevnim listovima i tjednicima. Knjige "Zemlja lug do neba" i "U vreme odsutno" nagrađene su godišnjim nagradama od strane Kulturno-prosvjetne zajednice općine Kragujevac.
Živjela je i radila u Kragujevcu, a njen sin je književnik Zoran Spasojević.

## Objavljene knjige:
- „Zemlja lug do neba“ (poezija, Kragujevac, 1977.)
- „Na kraju tišine“ (poezija, Kragujevac, 1979.)
- „U vreme odsutno“ (poezija, Kragujevac, 1987.)